# Agriocnemis corbeti
Agriocnemis corbeti là một loài chuồn chuồn kim trong họ Coenagrionidae.
Loài này được xếp vào nhóm loài thiếu dữ liệu trong sách Đỏ của IUCN năm 2009.
Agriocnemis corbeti được Kumar & Prasad miêu tả khoa học năm 1978.